# 新马弄近代建筑群
新马弄近代建筑群，位于中国浙江省宁波市江北区外滩街道白沙社区，民国建筑，由四幢建筑组成，分别称为石库门建筑群（新马路38、40、42号、新马路36弄1—5号）和王宅（新马路36弄11号、13号、15号），2008年7月公布为江北区文物保护单位，2017年整修新马路36弄11号、13号、15号、新马路42号，2018年完工。

## 组成
新马弄近代建筑群由以下建筑组成：

### 新马路38、40、42号、新马路36弄1—5号建筑
由两幢石库门建筑组成，建筑坐北朝南，前后两幢风格相似，主体建筑为二楼传统建筑，为三合院式布局，每进院落前均有石库门，中间以甬道相连，前进开有三个大门，主楼通排相连，每个院落两侧均设有厢楼，后进南立面围墙开有五个大门，设有主楼一幢，两侧设有厢楼。

### 新马路36弄11号建筑
为石库门建筑，建筑坐西朝东，前后设有三进，院落三重，其中中楼为洋房，前置平顶晒台，后进为偏房。

### 新马路36弄13号建筑
为西式洋房，建筑坐西朝东且偏东南，由大门、主楼和后楼组成，大门朝东，为水泥磨石子大门，共两层，为三楼三底、前后房布局。

### 新马路36弄15号建筑
为西洋式建筑，建筑坐西朝东且偏东南，由大门、天井、主楼、偏房组成，其中大门为水泥磨石子墙面。